# Casa Macaya
Casa Macaya (Palau Macaya) è un edificio in stile modernista di Barcellona costruita fra il 1898 e il 1900. Il 9 gennaio 1976 è stata dichiarata Bene Culturale di Interesse Nazionale da parte della Generalitat de Catalunya.

## Descrizione

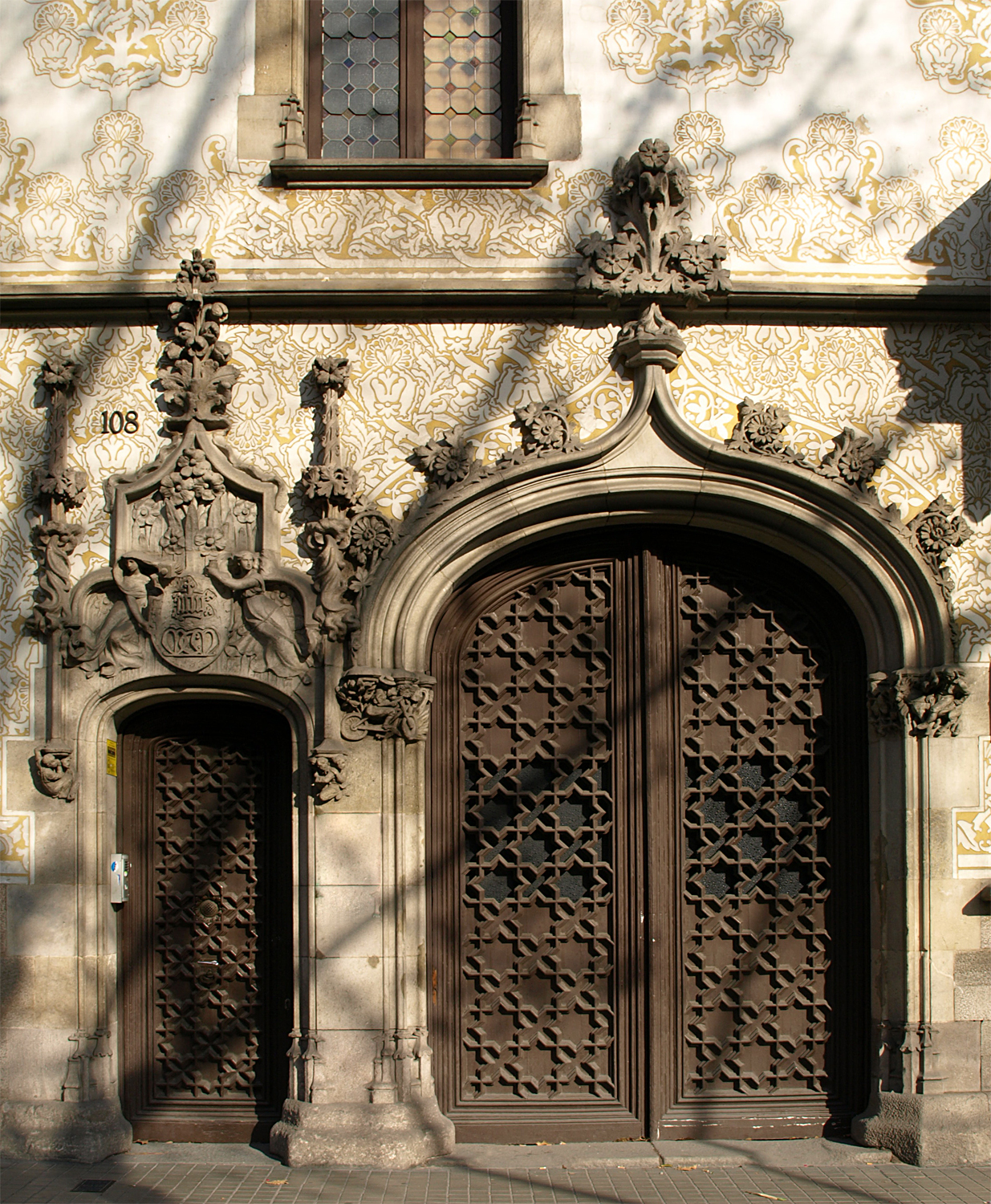
Porta d'ingresso di Casa Macaya

La casa si trova al numero 108 del Passeig de Sant Joan di Barcellona, realizzata su un progetto dell'architetto Josep Puig i Cadafalch. Nel capitello del lato sinistro dell'ingresso principale si può notare la figura di un ciclista: si tratta di un dettaglio raffigurante lo stesso architetto che a quel tempo era impegnato anche nella costruzione di casa Amatller e si spostava di continuo da un'opera all'altra proprio a bordo di una bicicletta. Il vestibolo è decorato con piastrelle e graffiti, soprattutto nella scala che conduce al piano superiore, riccamente scolpita con motivi floreali.
L'edificio è di proprietà de La Caixa, che lo utilizza per esposizioni artistiche.